# Не качи се са Зоханом
Не качи се са Зоханом (енгл. You don't mess with the Zohan) је комедија америчког редитеља Дениса Дугана.

## Радња
Зохан Двир (Адам Сандлер) је топ агент у израелској обавештајној служби Мосаду који се уморио од константне борбе и који успева да инсценира своју смрт. Преселивши се у Њујорк, он почиње нови живот као фризер који женама прави одличне фризуре и још нешто „екстра”. Међутим, његов нови идилични живот неће потрајати дуго јер ће неки његови бивши непријатељи сазнати где се крије...

## Улоге
| Глумац        | Улога                            |
| ------------- | -------------------------------- |
| Адам Сендлер  | Зоханел „Зохан” Двир/Скрепи Коко |
| Џон Туртуро   | Фатуш „Фантом” Хакбара           |
| Емануел Шрики | Далија Хакбара                   |
| Ник Свордсон  | Мајкл Клејман                    |
| Лејни Казан   | Гејл Клејман                     |
| Роб Шнајдер   | Салим Јусфобдал                  |
| Идо Мусари    | Ури Шулимсон                     |
| Мајкл Бафер   | Грент Волбриџ                    |
| Дејв Метјуз   | Џејмс Т. О’Скенлон               |
| Саид Бадрија  | Хамди                            |
| Кевин Нилон   | Кевин                            |
| Хенри Винклер | као Хенри Винклер                |